# Militärflugplatz Toul-Rosières

i7
i11
i13
Die frühere Base aérienne 136 Toul-Rosières (B.A. 136) war ein Militärflugplatz der französischen Luftstreitkräfte (Armée de l’air). Die Basis lag in der Region Lothringen im Département Meurthe-et-Moselle zwischen Toul südöstlich von Rosières-en-Haye. Heute befindet sich hier u. a. ein Solarpark der EDF. Eine kleine Ausstellung von Militärflugzeugen erinnert noch heute an die Zeit als Militärflugplatz.

## Geschichte
Die Basis Toul-Rosières stammt aus der Endphase des Zweiten Weltkrieges und wurde in kürzester Zeit für die United States Army Air Forces errichtet und als Advanced Landing Ground ALG A-98 am 21. November 1944 für den Flugbetrieb freigegeben.
Die Militärfliegerei bei Toul begann allerdings bereits während des Ersten Weltkrieges auf dem direkt außerhalb Touls, ebenfalls in nordöstlicher Richtung liegenden, Aérodrome Toul-Croix De Metz.
Neben diesen beiden Flugplätzen gibt es zirka 13 km südlich Touls den Stützpunkt Nancy-Ochey, der während des Krieges auch Toul-Ochey genannt wurde. Außerdem unterstand die 20 km nördlich Rosières liegende Basis Chambley-Bussières, heute ein zivil mitgenutztes Aérodrome, der B.A. 136.

### Militärflugplatz Toul-Croix de Metz
Der erste Militärflugplatz im Raum Toul befand sich gut 2 km nordöstlich der Stadt. Er entstand unter dem Namen Gengault Aérodrome zirka 1916 als Frontflugplatz für die französischen Luftstreitkräfte. Im April 1918 wurde er eine Basis von Kräften des United States Army Air Service (so die Bezeichnung ab Mai 1918) der American Expeditionary Forces. Hier lagen verschiedene Fliegerstaffeln und Ballonkompanien. Zu den Aufgaben der Einheiten gehörten Luftaufklärung und -beobachtung, Angriffe auf gegnerische Beobachtungsballone, Bodenangriffe auf feindliche Truppen, Überwachungsflüge und Bombenangriffe auf Städte und Infrastruktureinrichtungen. Einige berühmte US-Militärs der beiden Weltkriege waren hier im Verlauf des Jahres stationiert. Hierzu gehörten Eddie Rickenbacker, Quentin Roosevelt, Frank Luke, Carl Spaatz und Billy Mitchell.
Nach Kriegsende zogen die Amerikaner ab und das Aérodrome wurde zu einer permanenten Basis der französischen Luftstreitkräfte ausgebaut.
Nach der Kapitulation Frankreichs 1940 wurde „Toul-Nord“ ein Fliegerhorst der deutschen Luftwaffe, die ihn zunächst zur Ausbildung von Boden-Unterstützungsverbänden nutzte. Die fliegerische Nutzung begann erst wieder im März 1942 mit der III. Gruppe der Zerstörerschule 2, deren Bf 110 hier bis Juli 1942 lagen. Nach Beginn der alliierten Invasion in der Normandie wurde Toul im Juli/August 1944 Einsatzbasis von He 111 des von Stab und III. Gruppe des Kampfgeschwaders 53 (S. und III./KG 53), die als Trägerflugzeuge für im Flug abgeschossene V1 Marschflugkörper dienten. In dieser Zeit wurde der Flugplatz Ziel von Luftangriffen der amerikanischen Eighth Air Force.
In der ersten Septemberhälfte besetzte die 3. US-Armee den Flugplatz und die USAAF konnte den wenig beschädigten Platz nach kurzer Zeit selbst nutzten. Advanced Landing Ground ALG A-90, so seine alliierte Code-Bezeichnung, wurde zunächst mit Douglas DC-3/C-47 für Nachschubflüge genutzt und war zwischen November 1944 und April 1945 Heimat der mit Republic P-47 ausgerüsteten 358th Fighter Group der Ninth Air Force. 
Am Ende des Zweiten Weltkrieges lagen hier ab dem 9. Dezember 1944 die mit Curtiss P-36 und North American P-51 ausgerüstete 358th, 50th und 27th Fighter Group, von denen eine Jagdstaffel  die Tradition der Escadrille La Fayette fortführte. 
Nach Kriegsende wurde der Flugplatz geschlossen und am 30. Oktober 1945 an Frankreich zurückgegeben. Heute befindet sich an seiner Stelle ein Industriegebiet.

### Toul-Rosières Air Base
Das Rosières En Haye Airfield wurde zwischen November 1944 und April 1945 von 354th Fighter Group genutzt und war in den Winternächten 1944/1945 mehrfach Ziel deutscher Luftangriffe. Das Areal wurde bereits kurz nach Kriegsende am 22. Mai 1945 an Frankreich zurückgegeben und nach umfassenden Aufräumen und Säubern landwirtschaftlich genutzt.
Nach Beginn des Kalten Krieges überließ Frankreich als Teil seiner NATO-Verpflichtungen das Areal bei Rosières der United States Air Force (USAF). Toul wurde aufgrund seiner bis in den Ersten Weltkrieg zurückreichenden Verbindung zu den USA und weil das Gelände sofort verfügbar war ausgewählt. Die Gebäude und Bahnen des früheren Feldflugplatzes konnten allerdings nicht mehr genutzt werden. Im Februar 1951 begann der Neuaufbau einer zeitgemäßen Basis für den Betrieb von strahlgetriebenen Flugzeugen und Ende des gleichen Jahres traf ein erstes US-Vorauskommando ein. Toul sollte im Januar 1952 für 16 Monate zunächst Heimatstützpunkt von Aufklärern der Typen Lockheed RF-80, Martin RB-26 sowie einiger Lockheed T-33 werden, zunächst bis Juli 1952 als 117th und anschließend als 10th Tactical Reconnaissance Wing (10th TRW). Die Basis war jedoch noch nicht einsatzbereit, so dass die Flugzeuge von Wiesbaden, Fürstenfeldbruck und Neubiberg aus operierten. Lediglich die in Wiesbaden liegende Staffel verlegte im Sommer 1952 nach Toul, die beiden übrigen verblieben in Bayern. Das 10th TRW verlegte schließlich Anfang Mai 1953 nach Spangdahlem.
Während der Ausbau der Infrastruktur voranschritt war Toul-Rosières von November 1953 bis Mai 1955 Heimatbasis des 465th Troop Carrier Wing, das mit Fairchild C-119 ausgerüstet war. Auch dessen Staffeln operierten hauptsächlich von deutschen Plätzen, neben Wiesbaden und Neubiberg auch Rhein-Main. Im folgenden Jahr war der Ausbau beendet und Toul wurde im Juli 1956 Heimat des 50th Fighter-Bomber Wing, dessen Haupteinsatzmuster die North American F-86H war. Eine der Staffeln wurde von Chuck Yeager kommandiert. Bereits im Mai 1957 begann die Umrüstung auf die North American F-100D/F und Ende Dezember 1959 verlegte das Geschwader nach Hahn, Hintergrund waren Unstimmigkeiten bzgl. der Atomwaffen des Geschwaders.

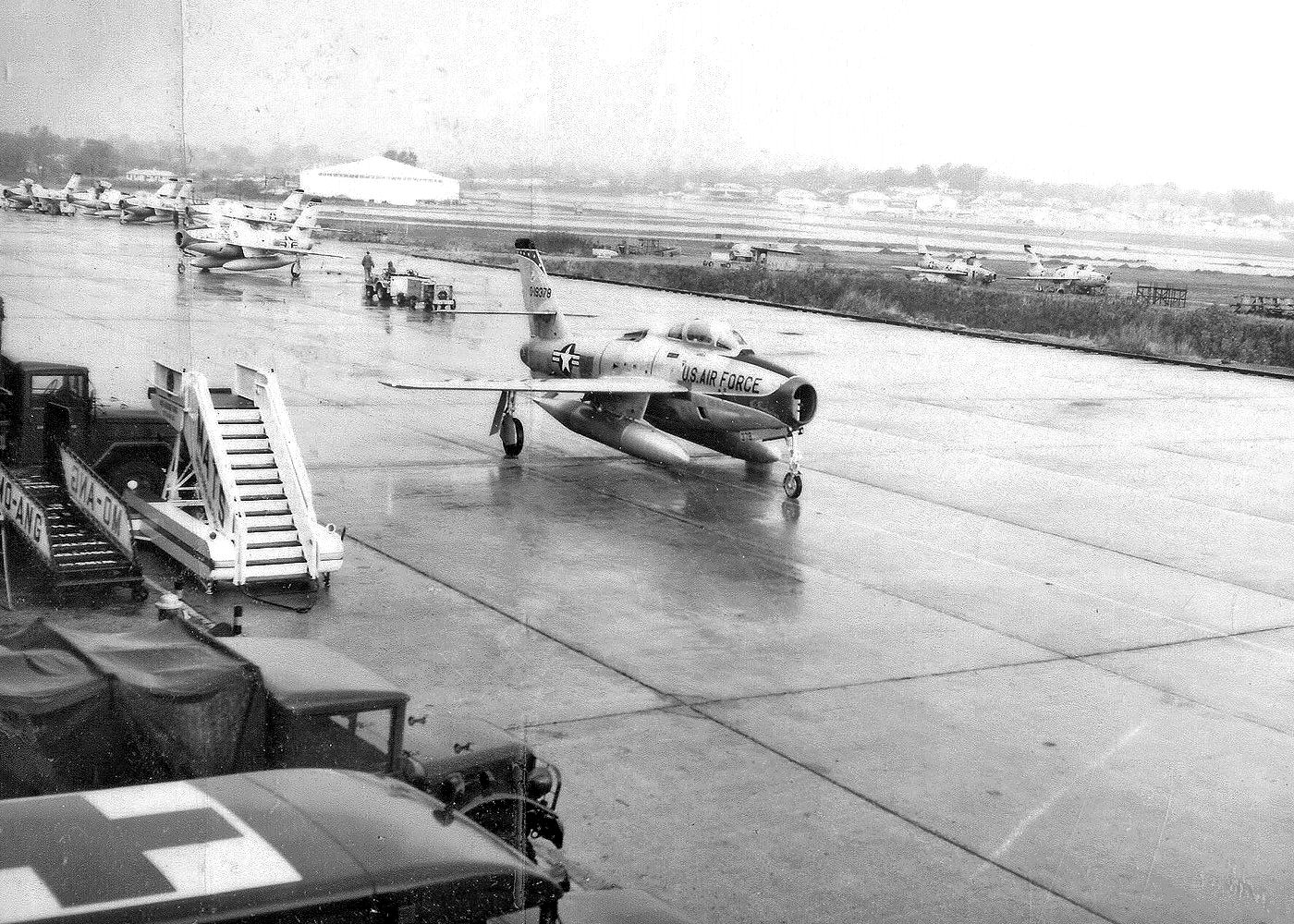
F-84F of 131st Fighter-Bomber Wing, Missouri Air National Guard, taxies on the ramp at Toul Rosieres AB, France, 1961

Im gleichen Jahr wurde „TRAB“ jedoch Heimat eines Douglas RB-66-Detachements des mittlerweile in RAF Alconbury liegenden 10th TRW und im Juli 1965 wurde hier das 26th Tactical Reconnaissance Wing (26th TRW) aufgestellt. Während der Berlin-Krise 1961 flogen zusätzlich F-84F 131st Tactical Fighter Wing, einem Air National Guard Verband, von Toul. Neben der RB-66 flog das 26th TRW zunächst auch noch die RF-101C. Im Oktober 1965 trafen dann die ersten McDonnell RF-4C beim Geschwader ein. Aufgrund des Austritts Frankreichs aus der militärischen Struktur der NATO verließ das 26th TRW Toul ein Jahr später Richtung Ramstein und die Basis wurde am 1. April 1967 an Frankreich übergeben.

### BA.136 Toul-Rosières

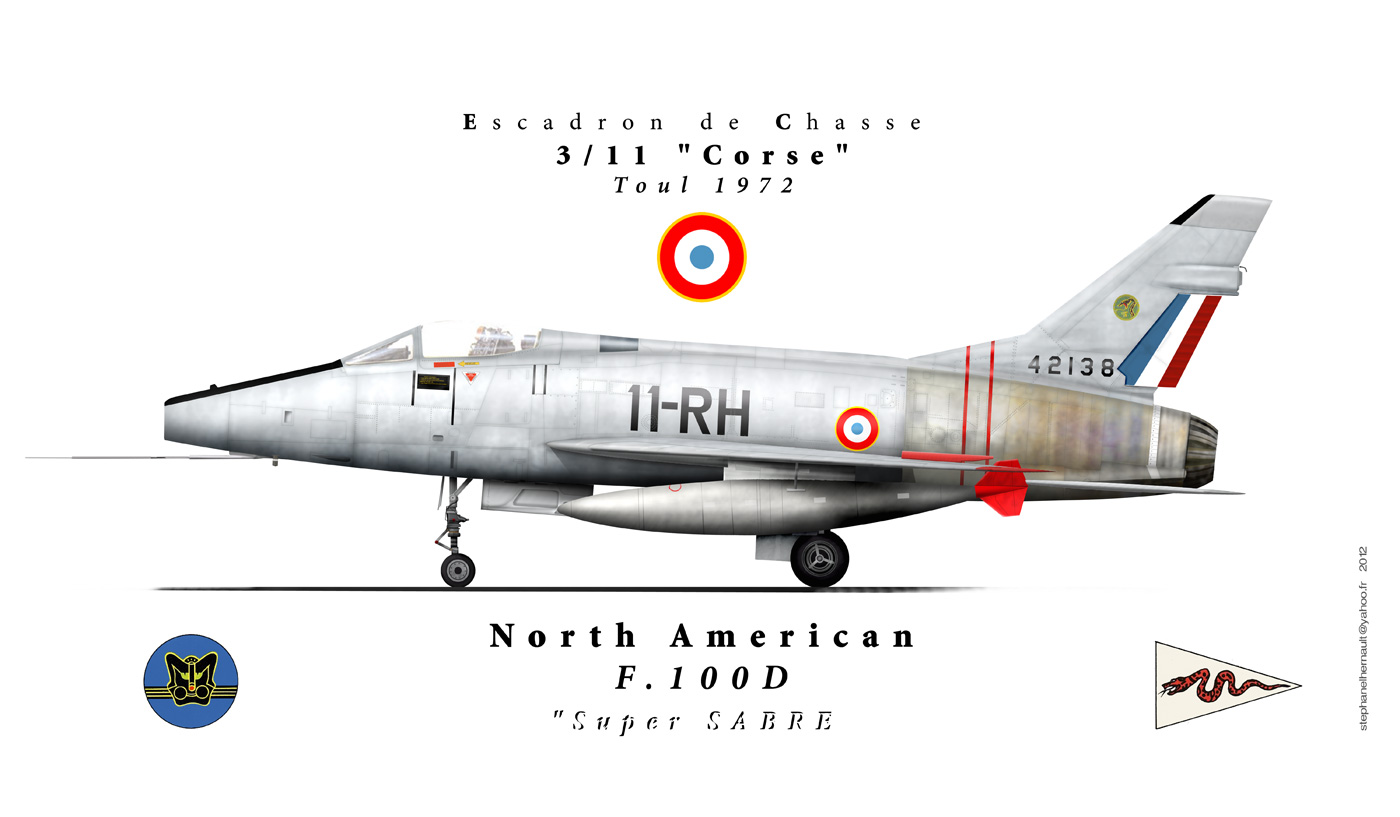
North American F-100D, Toul-Rosières, 1972

Im Gegenzug des Abzugs der USAFE aus Frankreich wurden französische Einheiten, die zuvor in Südwestdeutschland lagen, nach Frankreich verlegt. Toul-Rosières wurde am 21. Juni 1967 eine französische Basis und Heimat des bisher in Bremgarten liegenden 11. Geschwaders (Escadre). Dies bestand aus drei fliegenden Jagd-Staffeln (EC 1/11 „Roussillon“, EC 2/11 „Vosges“ und EC 3/11 „Corse“), die alle mit der North American F-100D ausgerüstet waren. F-100 waren bis Anfang November 1976 in Toul stationiert, letzter Nutzer war die EC 2/11.
Der Nachfolger war die Jaguar A. Die Umrüstung hatte im August 1974 zunächst bei der EC 3/11 begonnen. Die hiesigen Staffeln kamen in den Jahren bis zu ihrer Auflösung in Afrika, am Golf sowie über Jugoslawien zum Einsatz. Die Staffeln wurden nach Ende des Kalten Kriegs zwischen 1994 und 1997 eine nach der anderen außer Dienst gestellt.
Die Basis wurde am 1. September 1998 zu einem Detachement (D.A. 136) herabgestuft und der militärische Flugbetrieb wurde zum 1. Juli 2000 offiziell eingestellt. In den anschließenden vier Jahren begann die Konversion zunächst noch unter militärischer Leitung und nach Abzug des Gros des Militärs im Sommer 2004 begann die zivile Nachnutzung. Das Gelände wurde bis 2010 gelegentlich noch für Übungen des Militärs genutzt, im Januar 2010 kam es hierbei sogar noch einmal zu Flugbewegungen von Transportflugzeugen. Die militärische Nutzung wurde am 14. Mai 2011 endgültig eingestellt.

## Heutige Nutzung
Hauptnutzer des Areals ist der Energieversorger EDF, der hier 2011 damit begann einen Solarpark zu errichten. Die Centrale photovoltaïque de Toul-Rosières ist das größte seiner Art in Frankreich.

## Sonstiges
Base aérienne Bremgarten (B.A. 136)